# Tylopathes dubia
Tylopathes dubia är en korallart som beskrevs av Brook 1889. Tylopathes dubia ingår i släktet Tylopathes och familjen Antipathidae. Inga underarter finns listade i Catalogue of Life.